# Polyrhachis excellens
Polyrhachis excellens är en myrart som beskrevs av Hugo Viehmeyer 1912. Polyrhachis excellens ingår i släktet Polyrhachis och familjen myror. Inga underarter finns listade i Catalogue of Life.